# Johannes Flintoe

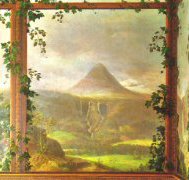
Sala de las aves, en el Palacio Real de Oslo.

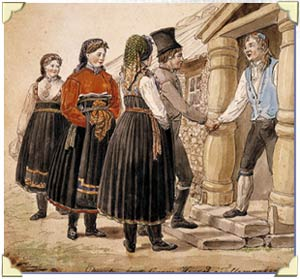
Trajes típicos de Gran en Telemark, un ejemplo de los estudios culturales de Flintoe durante sus múltiples viajes a Noruega.

Johannes Flintoe (Copenhague, 1786 o 1787 - ib., 1870) fue un pintor dano-noruego. Es principalmente conocido por sus paisajes y sus ilustraciones sobre historia danesa y escandinava. Entre sus obras más conocidas figuran la sala de las aves del Palacio Real de Oslo (1839-1841) y por sus estudios sobre los trajes populares.
Estudió en la Academia de Arte de Copenhague hasta 1802, y llegó a Oslo en 1811. Ahí fue profesor de la Escuela de Artes y Artesanías entre 1819 a 1851. Posteriormente regresó a su natal Copenhague.
En la historia del arte de Noruega, Flintoe representó la transición de la pintura del siglo XVIII al nacionalismo romántico, corriente que floreció en los últimos años de su carrera. Fue maestro de varios artistas que serían importantes figuras de ese movimiento artístico, como Johan Fredrik Eckersberg, Hans Gude y Hans Hansen. Entre 1819 y 1825 realizó viajes por varias partes de Noruega, como Sogn, Telemark, Hardanger, Valdres y Trøndelag. En esos viajes realizó varios paisajes y pinturas de importante valor cultural que ilustran los trajes folklóricos de Noruega.